# The History of Rock
The History of Rock – kompilacja nagrań amerykańskiego wokalisty i muzyka Kid Rocka. Wydawnictwo ukazało się 30 maja 2000 roku nakładem wytwórni muzycznej Atlantic Records. Premierę poprzedził singel American Bad Ass, który ukazał się 18 kwietnia, także 2000 roku.
Album dotarł do 2. miejsca listy Billboard 200 w Stanach Zjednoczonych. 5 lipca 2000 roku płyta uzyskała w USA status dwukrotnie platynowej sprzedając się w nakładzie dwóch milionów egzemplarzy.

## Lista utworów
Opracowano na podstawie materiału źródłowego.
| Nr  | Tytuł utworu                                                    | Autorzy                                                                     | Długość |
| --- | --------------------------------------------------------------- | --------------------------------------------------------------------------- | ------- |
| 1.  | „Intro”                                                         | Wes Chill, R.J. Ritchie                                                     | 1:07    |
| 2.  | „American Bad Ass”                                              | R.J. Ritchie, J. Hetfield, L. Ulrich                                        | 4:32    |
| 3.  | „Prodigal Son”                                                  | R.J. Ritchie                                                                | 6:41    |
| 4.  | „Paid”                                                          | R.J. Ritchie                                                                | 4:45    |
| 5.  | „Early Mornin’ Stoned Pimp” (featuring Joe C. and Tino)         | Martin Gross                                                                | 7:15    |
| 6.  | „Dark & Grey”                                                   | R.J. Ritchie                                                                | 4:56    |
| 7.  | „3 Sheets To The Wind (What’s My Name)”                         | R.J. Ritchie                                                                | 3:59    |
| 8.  | „Abortion”                                                      | R.J. Ritchie                                                                | 4:29    |
| 9.  | „I Wanna Go Back”                                               | R.J. Ritchie                                                                | 5:28    |
| 10. | „Ya’ Keep On”                                                   | B. Lomas, W. Risbrook, C. Ward, D. Rowe, L. Risbrook, O. Woods, R. Thompson | 3:54    |
| 11. | „Fuck That”                                                     | R.J. Ritchie                                                                | 3:42    |
| 12. | „Fuck You Blind”                                                | R.J. Ritchie                                                                | 3:57    |
| 13. | „Born 2 B A Hick”                                               | R.J. Ritchie                                                                | 1:42    |
| 14. | „My Oedipus Complex” (featuring The Twisted Brown Trucker Band) | R.J. Ritchie                                                                | 8:19    |
|     |                                                                 |                                                                             | 1:04:46 |

| Sample |
| --- |
| - „American Bad Ass” - „Sad But True” Metalliki oraz „Hobo Scratch” Malcolma McLarena - „Prodigal Son” - „When The Levee Breaks” Led Zeppelin - „Paid” - „Love Me In A Special Way” El DeBarge - „Early Mornin’ Stoned Pimp” – „Boogie Drama” Johna Lee Hookera oraz „Rock Steady” Arethy Franklin - „Dark & Grey” – „Rock And Roll” Led Zeppelin - „3 Sheets To The Wind” – „Planet Rock” Afrika Bambaataa - „Abortion” – „All Along the Watchtower” Jimiego Hendrixa oraz „Private Number” Judy Clay i Williama Bella - „I Wanna Go Back” – „Here We Go” Run-D.M.C. - „Ya Keep On” – „Express” B.T. Express - „Fuck That” – „Paranoid” Black Sabbath - „Fuck You Blind” – „Smoke On The Water” Deep Purple - „Born 2 B A Hick” – „Get Out Of Denver” Boba Segera - „My Oedipus Complex” – „Black Dog” Led Zeppelin |

## Twórcy
Opracowano na podstawie materiału źródłowego

- Kid Rock – miksowanie, wokal prowadzący, produkcja muzyczna
- Larry Freemantle – kierownictwo artystyczne
- Mike Bradford – gitara basowa
- Michael Bradford – produkcja muzyczna, inżynieria dźwięku, miksowanie
- Stefanie Eulinberg – perkusja, wokal wspierający
- Kenny Olson, Jason Krause – gitara
- Jimmy Bones – instrumenty klawiszowe, wokal wspierający
- Tony Dawsey – mastering
- Brad Shaw, Clay McBride, Kevin Mazur, Mark Seliger, Michael Lewis – zdjęcia
- Uncle Kracker – gramofony, wokal wspierający

## Listy sprzedaży
| Lista                | Kraj              | Pozycja | Status             |
| -------------------- | ----------------- | ------- | ------------------ |
| Billboard 200        | Stany Zjednoczone | 2       | 2x platynowa płyta |
| Media Control Charts | Niemcy            | 15      |                    |
| Ö3 Austria Top 40    | Austria           | 13      |                    |
| UK Albums Chart      | Wielka Brytania   | 73      |                    |